# Leptocera duodecimseta
Leptocera duodecimseta är en tvåvingeart som beskrevs av Papp 1973. Leptocera duodecimseta ingår i släktet Leptocera och familjen hoppflugor. Inga underarter finns listade i Catalogue of Life.